# Дани ћирилице
Дани ћирилице је дечји сабор који допринеси очувању српске културне баштине, језика и писма, песме и игре, старих заната, обичаја и православне вере. Одржава се сваке године у Баваништу.

## Историјат
Дечји сабор Дани ћирилице покренут је давне 2002. годинe са жељом да допринесе очувању српске културне баштине, језика и писма, песме и игре, старих заната, обичаја и православне вере. Окосницу Сабора чини конкурс за најбољи литерарни рад, најлепши калиграфски рад, иницијал, вез, и илустрацију и израду лутке у народној ношњи. Тема конкурса мењала се из године у годину: Вера Нада и Љубав, Срб, Милосрђе, Доброта, Колевка, Част, Брат, Мостови, Будимо људи, Светиња.
На Конкурсу за најбољи литерарни и најлепши ликовни рад, који је Министарство просвете уврстило у Програм Републичких смотри, до сада је учествовало око 30.000 ученика из више око 500 основних и средњих школа из Србије, Републике Српске, Хрватске, Црне Горе, Македоније, Румуније, Мађарске, Грчке, Албаније, Аустрије, Немачке, Норвешке, Швајцарске, Шведске, Финске, Кине, Аустралије, Новог Зеланда, Јужне Африке, Америке, Канаде и Руске Федерације. Дани ћирилице одвијају се под покровитељством Министарства просвете, Министарства културе и Општине Ковин.

#### Занимљиви цитати о ћирилици
Цитати неких ученика:
- Бисере нижем, док ЋИРИЛИЦУ пишем, Српство стихом китим
- Језик је име једног народа а писмо је његово презиме
- Ћирилица је лепа, једноставна и јединствена
- Ћирилица је име на крајпуташу, тапија и тестамент, адреса и библиотека

### Баваниште
Баваниште, велико село између Панчева и Ковина. Баваниште спада у ред старих насеља jужног Баната па и читаве Војводине. Први пут се спомиње 1412. године када се јавља под називом пустара Болванис. Припадало је ковинској жупанији. Године 1428. забележено је као насеље. Покоравањем Баната од стране Турака Баваниште је опустело. У Бавништу се од 1978. године организују бројне манифестације, међу којима је и међународна манифестација Дани ћирилице.